# 陸軍中野學校 開戰前夜
陸軍中野學校 開戰前夜（日语：*）是1968年3月9日公映的日本電影，此為『陸軍中野學校』系列的第五部。

## 演員表
- 椎名次郎：市川雷藏
- 一の瀬秋子：小山明子
- 草薙中校：加東大介
- 小菊：浜田ゆう子
- 磯村宏：細川俊之
- 水池吾郎：船越英二
- 柏木陸軍中校：内藤武敏
- 南先生：久米明
- 小山田海軍上校：内田稔

## 製作人員
- 原作：畠山清行（『週間サンケイ』掲載・サンケイ新聞出版局刊『陸軍中野学校』より，弘文堂刊『謀略太平洋戦争』より）
- 企劃：關幸輔
- 導演：井上昭
- 編劇：長谷川公之
- 攝影：武田千吉郎
- 音樂：池野成

## 外部連結
- 陸軍中野學校全系列 （页面存档备份，存于）（日語）
- 陸軍中野學校 開戰前夜 （页面存档备份，存于）（日語）